# إدغار دوز
إدغار دوز (بالإنجليزية: Edgar Rowland Dawes)‏ هو مهندس مدني وموظف مدني ونقابي وسياسي أسترالي، ولد في 28 نوفمبر 1902 في أستراليا، وتوفي في 5 أغسطس 1973 في أستراليا بسبب الأمراض الدماغية الوعائية. حزبياً، نشط في حزب العمال الأسترالي (فرع جنوب أستراليا) ‏. وقد انتخب Leader of the Australian Labor Party (SA Branch) ‏ (1931 – 1933) وانتخب عضو مجلس النواب جنوب أستراليا من الجمعية عن دائرة Electoral district of Sturt (South Australia) ‏ وقد انضم خلال فترته النيابية (5 أبريل 1930 – 7 أبريل 1933)  للكتلة البرلمانية حزب العمال الأسترالي (فرع جنوب أستراليا) ‏.